# جبنة عكاوي
جبنة عكاوي هي جبنة بيضاء فلسطينية مالحة من مدينة عكا هو نوع من الجبن الطري له سطح ناعم ومذاقه يميل إلى الملوحة ويكون على شكل قوالب أو قطع مربعة صغيرة ويستخدم في العادة كجزء من مكونات الطعام على مائدة الفطور أو العشاء وممكن تناوله مع نوع معين من الفاكهة وذلك حسب الرغبة ويمكن تناوله مع أطباق مختلفة ويتم حفظه في مرطبانات ويتم حفظه في ماء مع ملح أو حفظه بزيت الزيتون حتى لا يجف.

## التسمية
نسبة إلى مدينة عكا في دولة فلسطين فهو ينسب إلى هذه المنطقة، واستخدامه واسع جدا في دول الشرق الأوسط خاصة في سوريا ولبنان والأردن كما ينتشر جبن العكاوي في دولة قبرص في قارة أوروبا.